# КАФ Лига шампиона 2024/25.
КАФ Лига шампиона 2024/25, званично TotalEnergies КАФ Лига шампиона због спонзорских разлога,  била је 61. сезона најпрестижнијег афричког клупског фудбалског турнира који организује Конфедерација афричког фудбала (КАФ) и 29. сезона под називом КАФ Лига шампиона.
Победници овог издања такмичења, Пирамидс, су се аутоматски квалификовали за групну фазу следећег издања, стекли право да играју против победника Купа конфедерација КАФ 2024–25 у КАФ Суперкупу 2025, ФИФА Интерконтиненталном купу 2025 и ФИФА Светском клупском првенству 2029.